# Castelbellino
Castelbellino és un comune (municipi) de la província d'Ancona, a la regió italiana de les Marques, situat a uns 35 quilòmetres al sud-oest d'Ancona. A 1 de gener de 2019 la seva població era de 5.044 habitants.
Castelbellino limita amb els següents municipis: Jesi, Maiolati Spontini i Monte Roberto.